# Ferroglobus
A Ferroglobus egy az Archaeoglobaceae családba tartozó Archaea nem.
A Ferroglobus nembe tartozó élőlények hipertermofilek, azaz kedvelik a magas hőmérsékletet. Filogenetikailag az Euryarchaeota országba tartozik. A F. placidus faját izolálták hidrotermális kürtőnél az üledékben Olaszország partjainál. Az F. placidus legjobban  85 °C-on nő semleges pH-nál. Nem nő 65 °C alatt vagy 95 °C felett. Van egy S-réteg sejtfala és van ostora.
Metabolikusan egészen egyedülálló összehasonlítva a rokon Archaeoglobusal. Az F. placidus az elsőként felfedezett hipertermofil élőlény ami anaerob módon nő: aromás vegyületek oxidálását például benzoátét összekapcsolja a vas (Fe3+) iont vas (Fe2+) ionná redukálásával. Hidrogén gázt (H2) és szulfidot (H2S) is használ energiaforrásként. Az anaerob életmódnak köszönhetően nitrátot (NO3−) használ terminális elektron akceptorként amit nitritté (NO2−) alakít át. Tioszulfátot (S2O32−) is használ elektron akceptorként. Az F. placidus az első felfedezett archaea ami az anaerob vas oxidálást összekapcsolja a nitrát redukálásával.